# Prizren
Prizren (em latim: Prizrenum; em italiano: Prisareno, Prisreni, Presereno, Prisrine, Prisdeno, Prisrena, Presari, Prisres; em albanês: Prizren; em sérvio: Призрен; romaniz.: Prizren; em turco: Torserin e Perserin) é uma cidade situada no Cosovo. Está a 450 metros acima do nível do mar e segundo censo de 2011, havia 85 119 habitantes.